# Crotaphatrema bornmuelleri
Crotaphatrema bornmuelleri är en groddjursart som först beskrevs av Werner 1899.  Crotaphatrema bornmuelleri ingår i släktet Crotaphatrema och familjen Caeciliidae. IUCN kategoriserar arten globalt som otillräckligt studerad. Inga underarter finns listade i Catalogue of Life.